# Anthela clementi
Anthela clementi là một loài bướm đêm thuộc họ Anthelidae. Loài này được Charles Swinhoe mô tả đầu tiên năm 1902. Loài này có ở Úc.